# Lake City (Kansas)
Lake City es un lugar designado por el censo ubicado en el condado de Barber en el estado estadounidense de Kansas. En el censo de 2020 tenía una población de 47 habitantes y una densidad poblacional de 7,54 habitantes por km². Fue incluido como CDP en el censo de 2020. 

## Geografía
Lake City se encuentra ubicado en las coordenadas 37°21′12″N 98°49′15″O / 37.35333, -98.82083. Según la Oficina del Censo de los Estados Unidos,  tiene una superficie total de 6,23 km², todos correspondientes a tierra firme.